# Daniel Brosinski
Daniel Brosinski (Karlsruhe, Alemania, 17 de julio de 1988) es un exfutbolista alemán que jugaba de defensa.

## Carrera
Jugó su primer partido en la Bundesliga con el F. C. Colonia el 21 de febrero de 2009 en la victoria 2-1 contra el Bayern de Múnich.[cita requerida]

## Selección nacional
Fue internacional con la selección de fútbol sub-20 de Alemania.

## Clubes
| Club                 | País     | Año       |
| -------------------- | -------- | --------- |
| Karlsruher S. C. II  | Alemania | 2006-2008 |
| F. C. Colonia        | Alemania | 2008-2010 |
| SV Wehen             | Alemania | 2011      |
| MSV Duisburgo        | Alemania | 2011-2013 |
| SpVgg Greuther Fürth | Alemania | 2013-2014 |
| 1. FSV Maguncia 05   | Alemania | 2014-2022 |
| Karlsruher S. C.     | Alemania | 2023-2024 |